# Gemma Gallego Sánchez
María Gemma Gallego Sánchez (n. 1962) es una magistrada española. Es vocal del Consejo General del Poder Judicial (CGPJ) a propuesta del Partido Popular desde septiembre de 2008. Conocida por haber sido instructora del "caso del ácido bórico".

## Biografía
Magistrada en el Juzgado de Primera Instancia e Instrucción número 5 de Badalona, en 1997 Juez de Primera Instancia e Instrucción número 5 de Móstoles.
Es miembro de la Asociación Profesional de la Magistratura (APM).

## Caso del ácido bórico
Siendo magistrada del Juzgado de Instrucción 35 de Madrid, Gemma Gallego anuló la imputación por falsedad que hizo el juez de la Audiencia Nacional Baltasar Garzón a los tres peritos -Manuel Escribano, Isabel López y Pedro Manrique- quienes habían elaborado un informe en el que vinculaban a la banda terrorista ETA con los atentados del 11-M. El caso se conoce como "caso del informe sobre el ácido bórico" debido a que fue la presencia de esa sustancia en casa de Hassan El Haski y también en un registro realizado en noviembre de 2001 en un piso franco de ETA en Salamanca la que llevó a los peritos a relacionar ETA con el 11-M.
Gallego argumentó que la falsedad documental se produce cuando resultan afectadas algunas de las funciones esenciales que cumple un documento y subrayó que ninguna de las funciones del documento de referencia resultó afectada por la conducta observada por los peritos.
Tras absolver a los peritos, la jueza sentó en el banquillo (en contra del criterio de la Fiscalía) a los principales mandos de la policía científica que habían trabajado en el caso, los cuales habían eliminado del informe de los peritos las referencias a ETA por considerarlas desencaminadas y carentes de rigor científico. Los agentes fueron finalmente absueltos en junio del 2008.

## Consejo General del Poder Judicial
Es uno de los miembros del Consejo General del Poder Judicial, elegidos por mayoría de tres quintos en los plenos del Congreso y el Senado en los días 16 y 17 de septiembre de 2008.

### Caso Garzón
En marzo de 2010 Gemma Gallego Sánchez, junto al conservador Fernando de Rosa Torner y la progresista Margarita Robles, son recusados como vocales por el magistrado de la Audiencia Nacional Baltasar Garzón, que pide a la Sala Penal del Tribunal Supremo de España que lo mantenga en su puesto, por ser los tres vocales que más animadversión han mostrado contra él.